# Veecaten
Veecaten is een buurtschap en een voormalig dorp waarvan de overgebleven huizen thans deel uitmaken van 's-Heerenbroek. De straatnaam Veecaterweg herinnert nog aan dit dorp.
Het grootste deel van Veecaten is in de loop van de tijd verzwolgen door de rivier de IJssel. De bocht in de rivier tussen Zalk en Veecaten sleet de buitenbocht waar Veecaten lag steeds meer uit, terwijl in de binnenbocht waar Zalk lag steeds meer aanslibbing plaatsvond. Dit is een natuurlijk proces, meanderen, van een rivier in een relatief vlak landschap.
Tot 1937 bestond er de gemeente Zalk en Veecaten, waaronder de dorpen 's-Heerenbroek en Zalk vielen. In 1937 is deze gemeente bij de gemeente IJsselmuiden gevoegd, die op haar beurt op 1 januari 2001 opgegaan is in de gemeente Kampen.
Stad: Kampen      Dorpen: Grafhorst · 's-Heerenbroek · IJsselmuiden · Reeve · Wilsum · Zalk

Buurtschappen: Bisschopswetering · De Heuvels · Hogeweg · Kampereiland · Kamperveen · Mastenbroek (deels) · Nieuwstad · Oosterholt · De Roskam · Veecaten · De Zande · Zuideinde (deels) · Zwartendijk 

Overijssel · Steden en dorpen in Overijssel      Nederland · Provincies · Gemeenten